# Луцій I
Святий Лу́цій I (лат. Lucius; ? — 5 березня 254) — двадцять другий папа Римський (25 червня 253—5 березня 254), за походженням римлянин, його батьком був Порфиріан. Підтримував практику не дуже суворого спокутування гріхів. Загинув смертю мученика під час правління римського імператора Валеріана, похований у катакомбах Калікста.